# Bistum Sagone
Das Bistum Sagone (lat.: Dioecesis Sagonensis) war eine in Frankreich gelegene römisch-katholische Diözese, die in Sagone gegründet wurde.

## Geschichte
Das Bistum Sagone wurde im 8. Jahrhundert errichtet. Erster Bischof war Martino Tomitano. Am 27. April 1092 wurde das Bistum Sagone durch Papst Urban II. mit der Päpstlichen Bulle Cum universis dem Erzbistum Pisa als Suffraganbistum unterstellt. Piratenangriffe und die Malaria führten dazu, dass 1572 der Bischofssitz nach Vico und später nach Calvi verlegt wurde.
Im Jahre 1671 umfasste das Bistum Sagone etwa 18 Pfarreien.
Am 29. November 1801 wurde das Bistum Sagone infolge des Konkordates von 1801 durch Papst Pius VII. mit der Päpstlichen Bulle Qui Christi Domini aufgelöst und das Territorium wurde dem Bistum Ajaccio angegliedert.
Im April 2002 wurde das Bistum Sagone als Titularbistum Sagona wiedererrichtet.

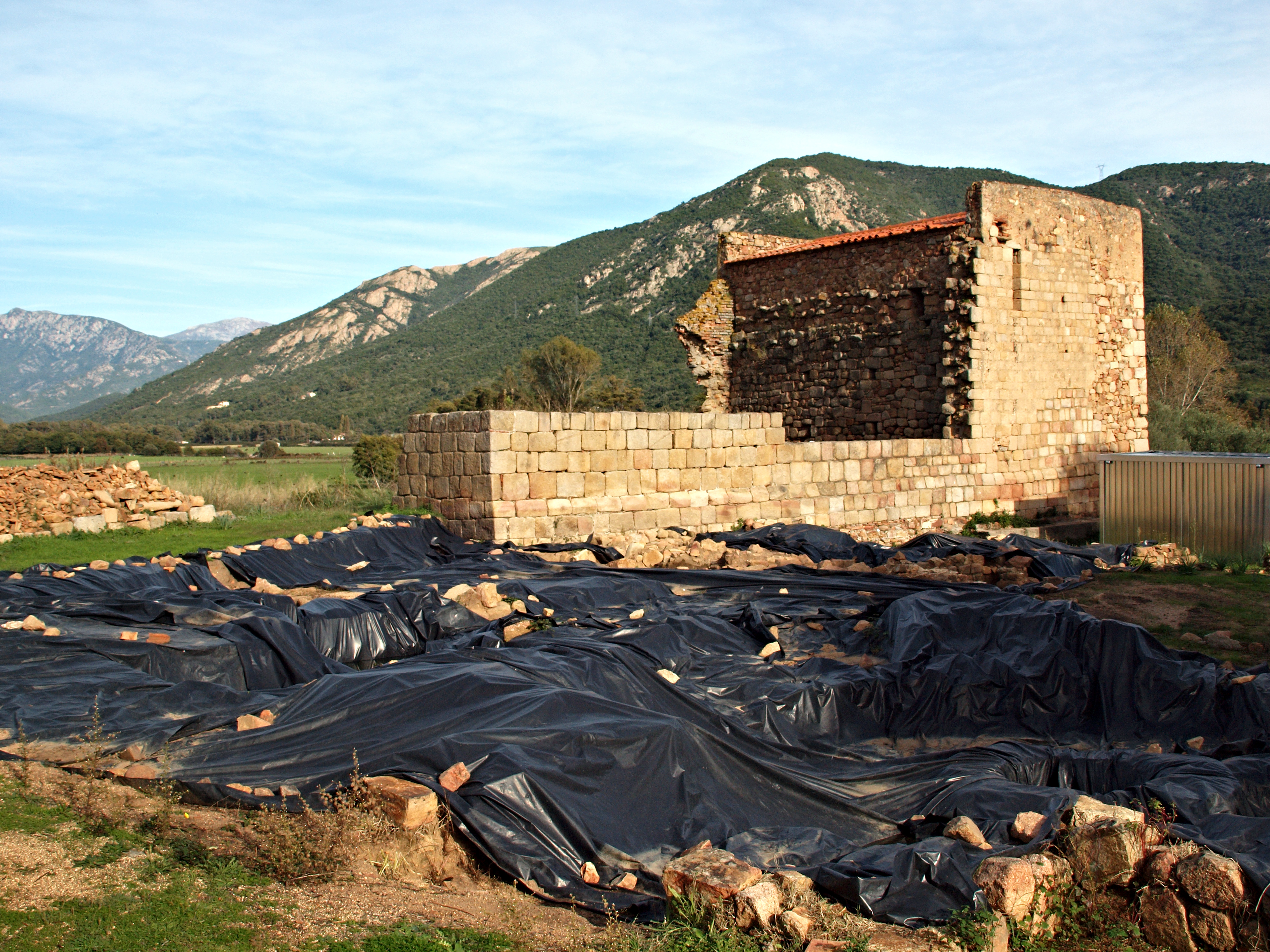
Die Kathedrale St. Appianus (Ruine) in Vico
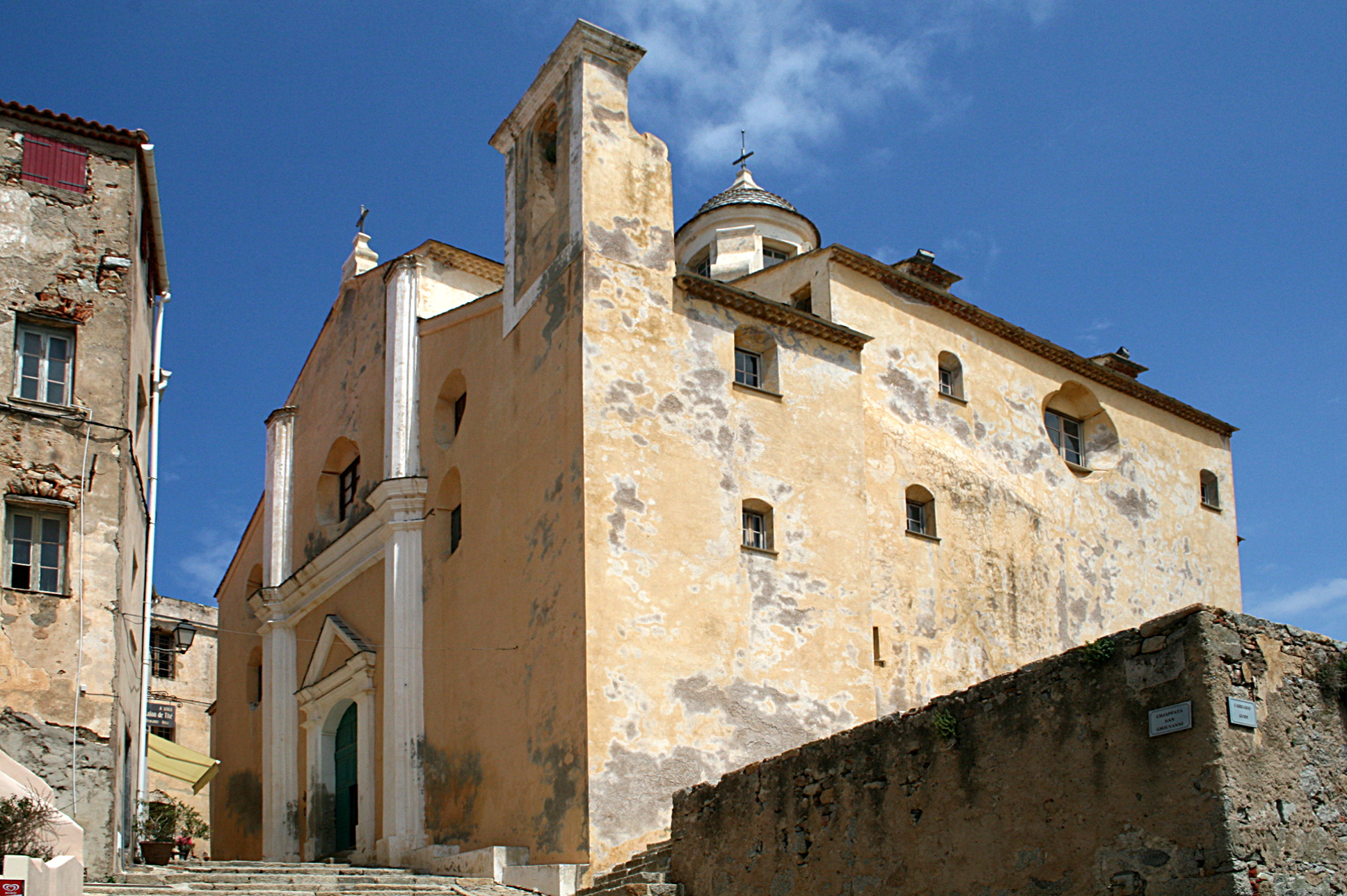
Die Prokathedrale St. Johannes Baptist in Calvi